# Callopistria unica
Callopistria unica là một loài bướm đêm trong họ Noctuidae.